# نوکاث
نوکاث و یا نوکوس (به‌معنی کاثِ نو، ازبکی: Nukus، نوکیس; قره‌قالپاقی: Nókis، نوكیس ؛ روسی: Нукус) ششمین شهر بزرگ ازبکستان است.
شهر نوکاث مرکز جمهوری خودمختار قره‌قالپاقستان در ازبکستان است و جمعیت آن در ژانویۀ ۲۰۱۸ تقریبا برابر ۳۱۲٬۱۰۰ بوده‌است. رود آمودریا از غرب این شهر عبور می‌کند.
از نقاط دیدنی این شهر می‌توان از موزۀ هنر قره‌قالپاقستان و موزۀ دولتی نام برد.

## تاریخ
در سدهٔ ۱۱ قمری کاث کنار ترعه‌ای خشک قرار داشت؛ بدین جهت انوشه (خان خیوه) شهر دیگری به نام کاث و در نزدیکی آن بنا نهاد. ویرانه‌های کاث قدیم در شمال آمودریا موجود است و به نام آرامگاهی منسوب به «شیخ عباس ولی» که گویند از مشایخ ابتدای اسلام بوده، نامیده می‌شود.
یاقوت حموی در ذکر قصبهٔ «نوزکاث» می‌نویسد:
شهرکی است نزدیک جرجانیهٔ خوارزم و «نوز» به زبان خوارزمی به معنی «نو» است، و آنجا شهری است که نامش «کاث» است، و این را یک «کاث نو» خوانده‌اند.

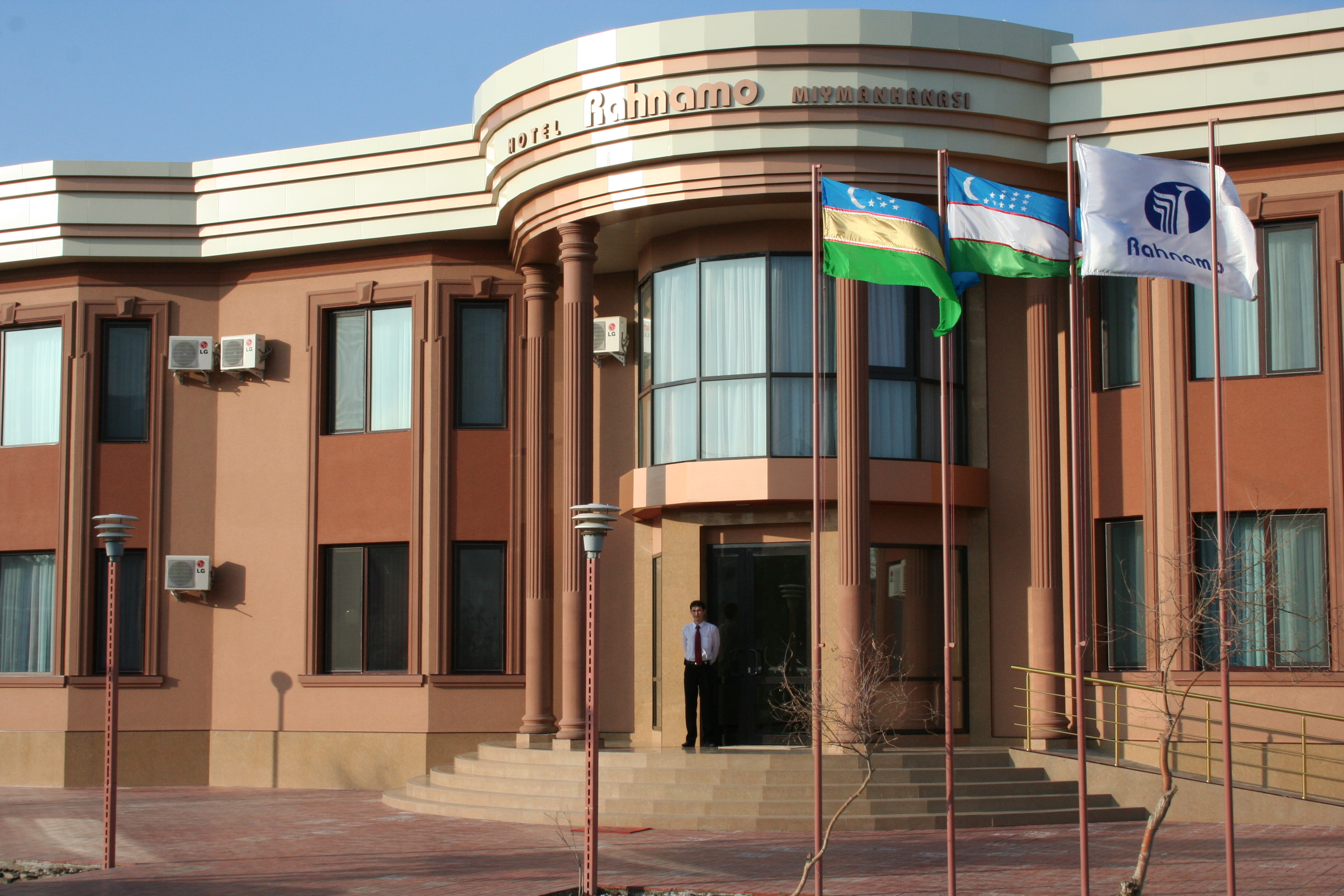
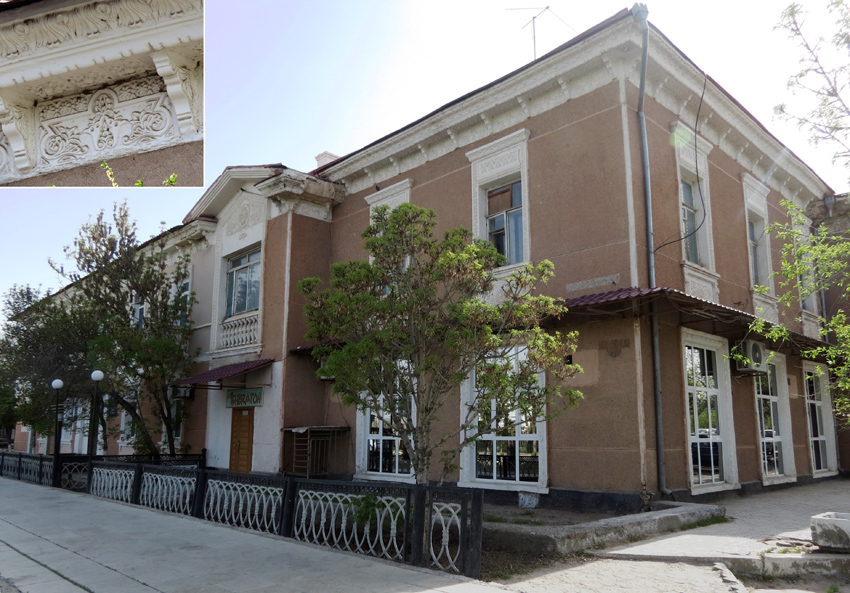